# Janata Party
Die Janata Party (JNP, Hindi जनता पार्टी, „Volkspartei“) war eine Partei in Indien, die von 1977 bis 2013 existierte. Sie entstand nach der Zeit des Ausnahmezustandes in Indien durch den Zusammenschluss von vier großen Parteien und war die erste landesweite große Volkspartei, die der bis dahin dominierenden Kongresspartei erfolgreich bei Wahlen entgegentrat. Dadurch ist die JNP zum Vorbild für andere, später gegründete Parteien in Indien geworden. Der Erfolg der Janata Party hielt jedoch nicht lange an. Sie stellte von 1977 bis 1979 die Regierung Indiens, aber schon während ihrer Regierungszeit begann sie in immer kleinere Gruppierungen, die dann größtenteils nur noch eine gewisse regionale Bedeutung hatten, zu zerfallen. Eine gewisse Neuauflage erlebte die Janata Party, als 1988 durch Zusammenschluss mehrerer Parteien (darunter die JNP) die Janata Dal gegründet wurde, die 1989 bis 1991 und erneut 1996 bis 1998 den Premierminister Indiens stellte, aber dasselbe Schicksal wie zuvor die JNP erlitt und in zahlreiche Nachfolgeparteien zerfiel. Die letzten kleinen Reste der JNP schlossen sich 2013 der Bharatiya Janata Party (BJP), die im Jahr 1980 selbst aus Teilen der Janata Party hervorgegangen war, an.

## Vorgeschichte

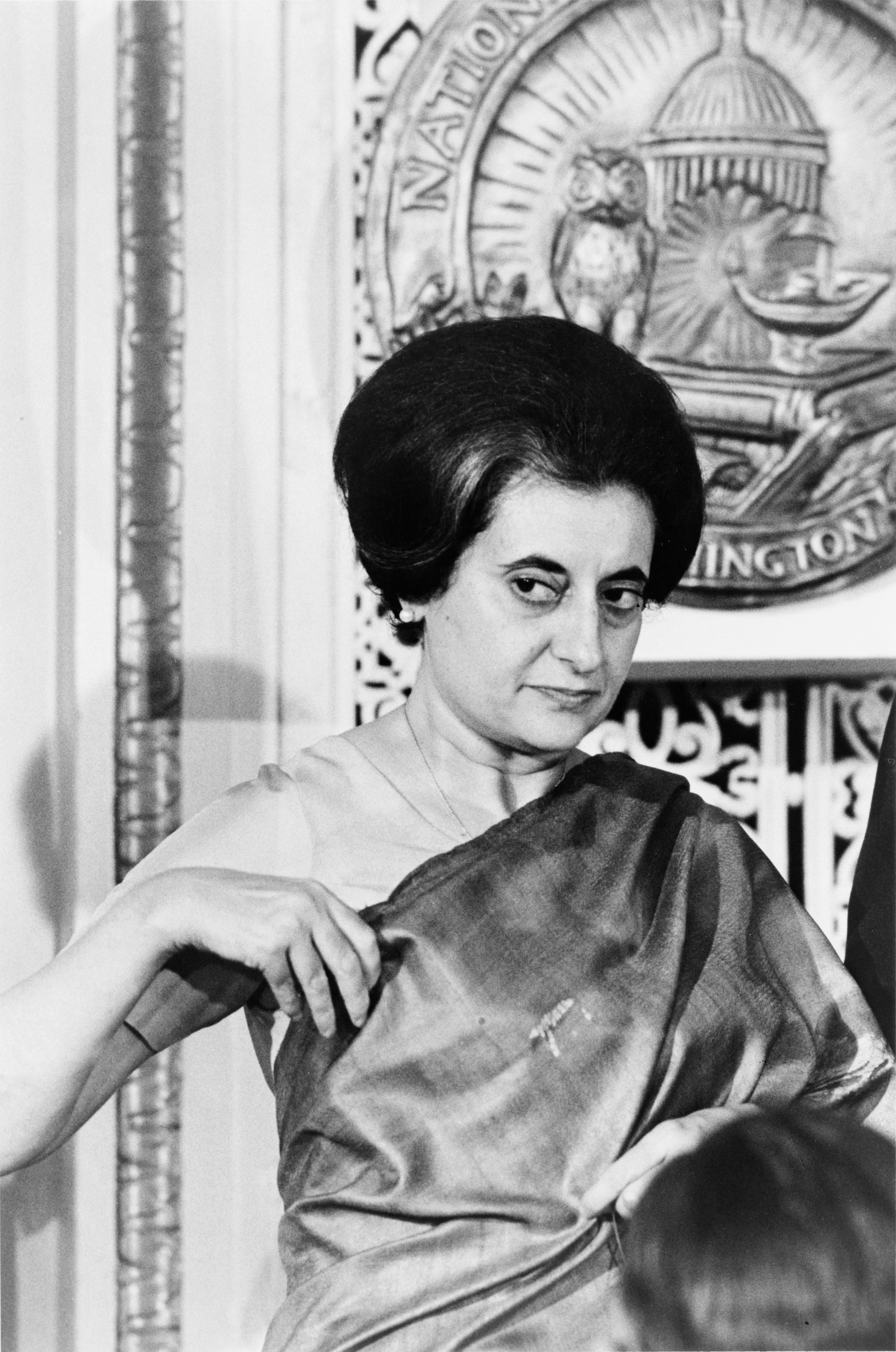
Indira Gandhi (1966)

### Regierung Indira Gandhis bis 1975
In den ersten zwei Jahrzehnten nach der Unabhängigkeit wurde die politische Landschaft Indiens durch die Kongresspartei dominiert, die, begünstigt durch das geltende relative Mehrheitswahlrecht bei den landesweiten Wahlen immer die absolute Mehrheit der Mandate erringen konnte. Die Opposition (Kommunisten, Sozialisten, die Swatantra-Partei und andere) war zu zersplittert, als dass sie der Kongresspartei ernsthaft gefährlich hätte werden können. Nach dem Tod Nehrus im Jahr 1964 kam es zur Spaltung der Kongresspartei in einen linken Flügel unter Nehrus charismatischer Tochter Indira Gandhi und einen konservativen Flügel unter Morarji Desai (Indian National Congress (Organisation), „Congress (O)“). Die Wahlen im Jahr 1971 wurden mit 43,7 % der Wählerstimmen und einer Zweidrittelmehrheit der Wahlkreise von Indiras Kongresspartei gewonnen.
Die anschließende Regierung unter Premierministerin Indira Gandhis wurde von vielen als autokratisch oder sogar diktatorisch empfunden. Eine ernsthafte innerparteiliche Opposition gab es in Indiras Kongresspartei praktisch nicht. Die Versuche Indiras, mit ihrer Zweidrittelmehrheit die indische Verfassung in ihrem Sinne zu ändern, wurden von ihren Gegnern als Angriff auf die Grundfesten der indischen Demokratie gesehen. Der Krieg gegen Pakistan 1971, die damit verbundene Versorgung der millionenfachen Flüchtlingsströme aus Bangladesch, die Öl- und Wirtschaftskrise von 1973 sowie das ehrgeizige Nuklearrüstungsprogramm (1973 Zündung der ersten indischen Atombombe in der Wüste von Rajasthan) stellten die indische Wirtschaft vor erhebliche Belastungen. Ihr 1971 im Wahlkampf gegebenes populistisches Versprechen der Beseitigung der Armut konnte die Regierung nicht erfüllen. Landesweit kam es zu Unruhen, Streiks und Demonstrationen gegen die Regierung Indiras, die unter anderen auch von prominenten Arbeiterführern, wie George Fernandes und sozialrevolutionär inspirierten Reformern, wie Jayaprakash Narayan angeführt wurden.

### Gründung der Bharatiya Lok Dal (BLD)
Auf einer Zusammenkunft in Delhi am 29. Mai 1974 schlossen sich sieben Parteien der Opposition unter der Führung von Chaudhary Charan Singh zur Bharatiya Lok Dal (BLD) zusammen, um gemeinsam wirksamer gegen die übermächtige Premierministerin agieren zu können. Die drei wichtigsten Gründungsparteien waren die durch Charan Singh gegründete Bharatiya Kranti Dal, die liberal-konservative Swatantra-Partei und die Vereinigte Sozialistische Partei (Samyukta Socialist Party). Zusammengenommen hatten diese sieben Parteien bei der Wahl 1971 10 % der Stimmen erhalten.

### Unruhen und Neuwahl in Gujarat 1973–75
Nachdem am 20. Juli 1973 Chimanbhai Patel (Kongresspartei), der vielen als ein Sinnbild der Korruption galt, Chief Minister des Bundesstaats Gujarat geworden war, entstand in Gujarat eine Bewegung, die sich gegen die Wirtschaftskrise, die Inflation und die im öffentlichen Leben grassierende Korruption richtete. Diese Bewegung (Nav Nirman, „Neuanfang“, „Neubeginn“) wurde vor allem von Studenten und von Angehörigen der Mittelklasse getragen. Es kam zu Schulstreiks und Unruhen, die die Regierung mit einer Ausgangssperre beantwortete. Am 8. Februar 1974 trat Patel schließlich zurück, nachdem auch Indira Gandhi ihm das Vertrauen entzogen hatte. Gujarat wurde bis zum 17. Juni 1975 unter President’s rule gestellt. Die Unruhen hörten dadurch allerdings nicht auf, sondern die Protestierenden verlangten auch die Abhaltung von Neuwahlen zum Parlament von Gujarat. Die Protestierenden erhielten tatkräftige Unterstützung aus anderen Teilen Indiens, unter anderem von Jayaprakash Narayan und außerdem von den Oppositionsparteien. Bis zum März 1975 hatten unter dem Druck der Agitation 95 der 167 Abgeordneten des Parlaments von Gujarat ihr Mandat niedergelegt. Am 12. März 1975 verkündete der schon 79-jährige Morarji Desai, dass er gewissermaßen in der Tradition Mahatma Gandhis einen unbefristeten Hungerstreik beginnen werde, bis die Forderung nach Neuwahlen erfüllt sei. Daraufhin lenkte Indiras Regierung ein und das Parlament von Gujarat wurde am 16. März 1975 aufgelöst. Die Neuwahlen in Gujarat fanden am 11. Juni 1975 statt. Im Vorfeld bildete sich ein Wahlbündnis aus der Hindu-nationalistischen Bharatiya Jana Sangh, dem Congress (O), der Socialist Party und der BLD. Das Wahlbündnis trat unter dem Namen Janata Front (bzw. Janata Morcha, „Volksfront“) an. Die Wahl wurde durch die Janata Front im Bündnis mit der Kizan Mazdoor Lok Paksha, einer von Chimanbhai Patel neugegründeten Partei, gewonnen. Am 18. Juni 1975 wurde Babhubai Jashbai Patel von der Janata Front zum Chief Minister von Gujarat gewählt. Er war der erste Chief Minister in der Geschichte des Bundesstaats Gujarat, der nicht der Kongresspartei angehörte.

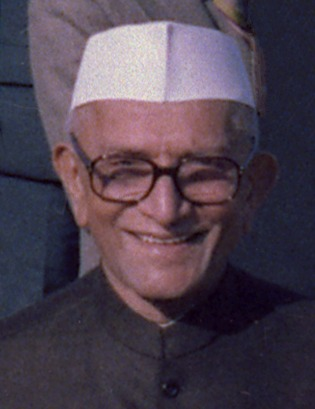
Morarji Desai Führer des Congress (O)

### Ausnahmezustand 1975–77
Auf einem Höhepunkt der inneren Unruhen ließ Indira Gandhi am 25. Juni 1975 für ganz Indien den Ausnahmezustand zur Wiederherstellung geordneter Verhältnisse erklären. Viele Tausende Oppositionelle wurden in der Folge verhaftet. Zu den Inhaftierten gehörten die prominenten Politiker der Janata Front, so unter anderen Morarji Desai (Congress (O)), Charan Singh (BLD), Atal Bihari Vajpayee (Bharatiya Jana Sangh, später BJP), Lal Krishna Advani (Bharatiya Jana Sangh, später BJP). Nachdem sich die innenpolitische Lage beruhigt hatte und auch die wirtschaftlichen Aussichten günstiger schienen, verkündete Indira Gandhi überraschend am 18. Januar 1977 die vorübergehende Lockerung des Ausnahmezustandes bis zur Abhaltung der für den 16.–20. März 1977 angesetzten Parlamentswahlen. Sämtliche inhaftierten Oppositionellen wurden freigelassen.

## Parteigründung nach dem Ausnahmezustand und die Parlamentswahl 1977
Schon wenige Tage nach Suspendierung des Ausnahmezustandes und Freilassung der politischen Gefangenen kamen die Führer der Janata Front am 18. Januar 1977 in Delhi zusammen und beschlossen die Gründung einer neuen Partei, der Janata Party („Volkspartei“) durch Zusammenschluss der Gründungsparteien der Janata Front. Die Gründung wurde offiziell am 23. Januar 1977 beschlossen. Zum ersten Vorsitzenden wurde Morarji Desai, und zu seinem Stellvertreter wurde Charan Singh gewählt. Drei Sekretäre der Partei wurden benannt: Lal Krishna Advani (Bharatiya Jana Sangh), Surendra Mohan (Socialist Party) und Ram Dhan (ehemals Kongresspartei). Die Gründungsparteien der Janata Party waren:
- Bharatiya Lok Dal (BLD) unter Charan Singh
- Congress (O) unter Morarji Desai
- Bharatiya Jana Sangh (BJS) unter Lal Krishna Advani
- Socialist Party (SP)

Die tatsächliche organisatorische Vereinigung erfolgte erst am 1. Mai 1977 und formell wurden die Gründungsparteien durch die Indische Wahlkommission (Election Commission of India) bei der anstehenden Wahl noch als einzelne Parteien gezählt. Im Wahlkampf verwendeten sie die Symbole der Bharatiya Lok Dal, als Wahlsymbol den Bauer mit Pflugschar in einem Rad. Einzige Ausnahme waren die beiden Bundesstaaten Tamil Nadu und Kerala, wo die Janata Party die Wahlsymbole des Congress (O) verwendete.
Die Vereinigung von ideologisch und programmatisch so unterschiedlichen Parteien brachte erhebliche Probleme mit sich, war nur unter dem Druck der anstehenden Parlamentswahlen erklärbar und wurde wesentlich durch Jayaprakash Narayan vermittelt. Die gemeinsam erlebte Unterdrückung während der Zeit des Ausnahmezustandes bildete ein verbindendes Band. Allen Parteiführern war die Sorge gemeinsam, dass Indira Gandhi erneut die anstehenden Wahlen gewinnen würde und ihre diktatorische Herrschaft dadurch legitimieren bzw. unter Änderung der Verfassung weiter ausbauen könne. Der Ausnahmezustand war durch Indira auch nicht aufgehoben, sondern nur gelockert worden um die Wahlen abhalten zu können. Er konnte daher jederzeit neu erklärt werden. Ein Wahlsieg von Indiras Kongresspartei erschien den meisten Wahlbeobachtern wahrscheinlich und die Aussichten der Opposition waren ungewiss. Die Presse war überwiegend von der Regierung beeinflusst bzw. von dieser abhängig. Rundfunk und Fernsehen standen völlig unter Kontrolle der Regierung. Während der Zeit des Ausnahmezustandes waren die Organisationen der Opposition verboten gewesen, so dass sie erst wieder neu aktiviert werden mussten. Allerdings erhielt die Janata Party Zulauf aus den Reihen von Indiras Kongresspartei von Personen, denen die Machtkonzentration in den Händen der Premierministerin unheimlich geworden war. Prominentester Überläufer war Jagjivan Ram, der seit der Unabhängigkeit Indiens fast ununterbrochen Ministerämter in verschiedenen Kongresspartei-Regierungen bekleidet hatte, früher Präsident der Kongresspartei gewesen war und als zweiter Mann in Indiras Kabinett galt. Ram gründete am 2. Februar 1977 mit anderen gleichgesinnten Dissidenten aus der Kongresspartei den Congress for Democracy, der im Wahlkampf die Janata Party unterstützte und sich am 5. Mai 1977, nach der Wahl, der Janata Party anschloss.
Am Tag nach der Wahl zeigte sich, dass die Janata Party mit ihren Verbündeten (Shiromani Akali Dal im Punjab, Dravida Munnetra Kazhagam in Tamil Nadu), trotz scheinbar ungünstiger Ausgangsbedingungen die Wahl eindrucksvoll gewonnen hatte. Fast der ganze Norden Indiens fiel ihr zu und sie erreichte die absolute Mehrheit der Parlamentssitze.

## Die Janata Party-Regierung 1977 bis 1979

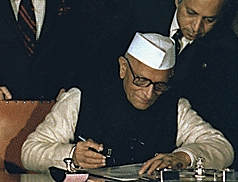
Morarji Desai als Premierminister (1978)

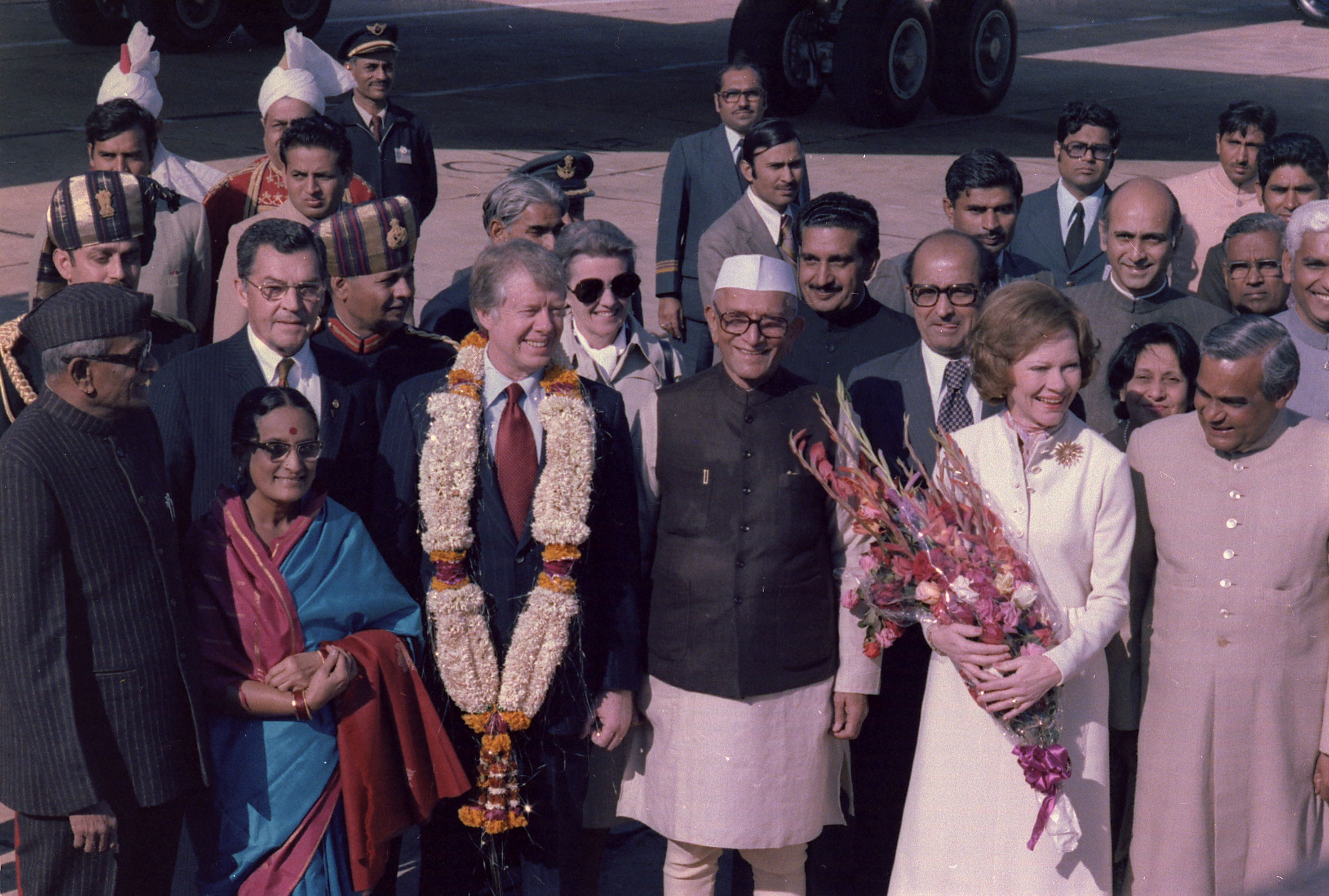
Besuch von Präsident Jimmy Carter in Indien 1977. Erste Reihe von rechts: Außenminister Vajpayee, Rosalynn Carter, Premierminister Desai, Präsident Carter

Nach der überraschend eindeutig gewonnenen Wahl stand die Janata Party vor der Aufgabe, einen Premierminister zu benennen. Im Wesentlichen kamen drei Personen in Frage: Morarji Desai, Charan Singh und Jagjivan Ram. Um einen Führungskonflikt zu vermeiden, wurde Jayaprakash Narayan, der als eine Art geistig-moralische Autorität des Widerstands gegen Indira Gandhi galt, um Vermittlung gebeten. Narayayan entschied zugunsten von Morarji Desai, der am 24. März 1977 zum Premierminister gewählt wurde und ein Koalitionskabinett vorstellte, dem neben Angehörigen der Janata Party auch Repräsentanten von Shiromani Akali Dal angehörten.
Bei den Wahlen zu den Regionalparlamenten von 10 indischen Bundesstaaten im Juni 1977 wiederholte sich der Erfolg der Janata Party. Die Kongresspartei-Regierungen wurden überall abgewählt. In Westbengalen etablierte sich die Communist Party of India (Marxist) als Regierungspartei (und blieb dort in dieser Rolle bis zum Jahr 2011), den Punjab gewann Shiromani Akali Dal, in Tamil Nadu war All India Anna Dravida Munnetra Kazhagam (ADMK) erfolgreich. In Rajasthan, Orissa, Haryana, Madhya Pradesh, Uttar Pradesh, Bihar und Himachal Pradesh wurde eine JNP-geführte Regierung gebildet. Auch in Jammu und Kashmir wurden Wahlen abgehalten, die dazu führten, dass Scheich Abdullah nach einer 25-jährigen Unterbrechung dort wieder Chief Minister wurde.
Die JNP-Regierung konzentrierte sich zunächst auf die vollständige Aufhebung der Bestimmungen des Ausnahmezustandes. Die bürgerlichen Freiheiten und die Unabhängigkeit der Gerichte wurden wiederhergestellt. Eine Kommission unter Vorsitz des früheren Supreme Court-Richter J. C. Shah (Shah Commission) wurde eingesetzt um die Hauptverantwortlichen für den Ausnahmezustand wenn möglich auch juristisch zur Verantwortung zu ziehen.
Außenpolitisch nahm die Janata-Regierung die diplomatischen Beziehungen mit der Volksrepublik China wieder auf, die seit dem Indisch-Chinesischen Grenzkrieg von 1962 abgebrochen waren und versuchte die Beziehungen zu den Vereinigten Staaten zu verbessern, was 1978 zum Besuch Präsident Jimmy Carters in Indien führte.
Wirtschaftspolitisch hatte die JNP-Regierung keine glückliche Hand. In dem Bestreben, die einheimische Industrien zu fördern machte die Regierung zur Bedingung, dass ausländische Unternehmen Joint Ventures mit indischen Unternehmen eingehen müssten. Dies führte zum Exodus großer multinationaler Konzerne wie Coca-Cola und IBM aus Indien. Die steigende Inflation, die Arbeitslosigkeit von annähernd 10 % und die Armut konnten von der Regierung nicht effektiv angegangen werden. Nachdem das Streikverbot, das während des Ausnahmezustande gegolten hatte, wieder aufgehoben worden war, wurde die indische Wirtschaft von Streiks erschüttert.
Schon kurz nach der Regierungsübernahme der Janata Party kamen die alten inhaltlichen Differenzen zwischen den Gründungsparteien der JNP wieder zum Vorschein. Vor die Wahl gestellt, sich zwischen der Mitgliedschaft in der Hindu-nationalistischen Rashtriya Swayamsevak Sangh und der in der Janata Party entscheiden zu müssen, entschieden sich prominente frühere Führer der Bharatiya Jana Sangh wie Vajpayee und Advani für erstere und traten von ihren JNP-Regierungsämtern zurück und verließen die Janata Party.
Der über 80-jährige Premierminister Moraji, der als persönlich unbestechlich galt und einen asketischen Lebensstil in der Nachfolge Mahatma Gandhis pflegte, war kein Mann des Ausgleiches und verstand es nicht, die verschiedenen Fraktionen in der Janata Party miteinander zu versöhnen. Durch die ideologischen Streitigkeiten wurde die Regierungsarbeit gelähmt. Als sich 1979 die wirtschaftliche Situation Indiens verschlechterte, kamen auch alte Rivalitäten mit Charan Singh wieder zum Ausbruch. Singh trat von seinem Ministeramt zurück, entzog zusammen mit seinen Anhängern, die sich größtenteils aus der ehemaligen Bharatiya Lok Dal rekrutierten, der Regierung Moraji die Unterstützung und gründete eine neue Partei Janata Party (Secular). Daraufhin trat Desai vom Amt des Ministerpräsidenten zurück und Charan Singh wurde durch Präsident Neelam Sanjiva Reddy mit der Regierungsbildung beauftragt. Dem neu gebildeten Kabinett Charan Singh fehlte es aber ebenso an parlamentarischem Rückhalt, da viele JNP-Abgeordnete es nicht unterstützen wollten. Außerdem wandten sich die alten Bündnisparteien Shiromani Akali Dal und DMK von der Janata Party ab. Ein Versuch Singhs, die Unterstützung von Indira Gandhis Kongresspartei-Fraktion zu erhalten schlug fehl, so dass Singh keine andere Möglichkeit mehr sah als Präsident Reddy um Auflösung des Parlaments zu bitten und Neuwahlen für Januar 1980 auszuschreiben. Singh blieb bis dahin als geschäftsführender Ministerpräsident im Amt.

## Folgezeit ab 1980
Die Parlamentswahl 1980 endete mit einer deutlichen Niederlage der Janata Party, die 19 % der Stimmen und 33 der 542 Wahlkreise gewann. Singhs Janata Party (Secular), die mittlerweile in Lok Dal umbenannt worden war, gewann 9 % der Stimmen und 41 Mandate. Indira Gandhi, die nach ihrer Abwahl 1977 schon politisch totgesagt worden war, erhielt mit ihrer Kongresspartei 43 % der Wählerstimmen und 353 Wahlkreismandate.
Ursache für die Wahlniederlage der JNP war die Zerstrittenheit der Janata Party-Regierung und die damit einhergehende Lähmung der Regierungsarbeit angesichts drängender innenpolitischer Probleme. Die Zeit des Ausnahmezustandes unter Indira Gandhi war demgegenüber fast schon wieder in Vergessenheit geraten.
In den folgenden Jahren konnte die JNP nicht wieder wesentlich an Bedeutung gewinnen. 1988 schloss sie sich ein zweites Mal mit der Lok Dal zur Janata Dal zusammen. Diese stellte kurzzeitig von 1989 bis 1991 und erneut 1996 bis 1998 die Regierung Indiens, zerfiel dann aber in eine Reihe von Nachfolgeparteien, die sogenannten Janata Parivar parties, die längere Zeit einen erheblichen Teil der heutigen indischen Parteienlandschaft ausmachten. Auch die Janata Party entstand wieder neu.
Am 11. August 2013 wurde die offizielle Auflösung der Reste der Janata Party und deren Vereinigung mit der BJP nach einem Treffen des JNP-Vorsitzenden Subramanian Swamy und des BJP-Vorsitzenden Rajnath Singh in Delhi bekanntgegeben.

## Wahlergebnisse
| Jahr | Wahl                    | Parlamentssitze |
| ---- | ----------------------- | --------------- |
| 1977 | Wahl zur Lok Sabha 1977 | 298/542         |
| 1980 | Wahl zur Lok Sabha 1980 | 31/529          |
| 1984 | Wahl zur Lok Sabha 1984 | 10/514          |
| 1989 | Wahl zur Lok Sabha 1989 | 0/529           |
| 1991 | Wahl zur Lok Sabha 1991 | 5/521           |
| 1996 | Wahl zur Lok Sabha 1996 | 0/543           |
| 1998 | Wahl zur Lok Sabha 1998 | 1/543           |

Seit 1998 gewann die Janata Party kein Mandat mehr bei Wahlen zur Lok Sabha.